# JUNKMETAL
JUNKMETAL（ジャンクメタル）は、エニックス（現スクウェア・エニックス）が、メトロに委託して開発した MMOFPS（視点切り替えによって TPS 表示も可能）。2003年12月8日から2004年2月7日までクローズドβテストを、同年2月10日13時から4月5日13時までオープンβテストをそれぞれ実施した後、4月12日より正式サービスが開始された。2005年10月1日に全サービスを終了している。
実際には、仮想世界におけるキャラクターの生活というRPG的な側面も強く持っているため（戦闘は生活の一部分といった形で行われる）厳密なジャンル分けは難しく、「MMOFPSRPG」とでも言えるようなものとなっている。また、当時としては国内での生産数が少ないMMOというジャンルへの挑戦作品でありながら、既にマンネリ化していた従来のMMORPGのシステムに対して一石を投じるような仕様を採用していること、無言のコミュニケーションの存在などを理由に、本タイトルを絶賛するかつてのユーザーも少なくない。これらの評価の妥当性は今後のMMOアクション分野の開発と発展の結果次第だろう。
後に、本作のプロデューサーとディレクターが再度タッグを組み、本作の思想を引き継いだ作品としてGIGANTOMAKHIA(ギガントマキア)を発表、αテストにまで漕ぎ着けたが、製作会社の解散により頓挫している。
メカニックデザインまたはイラストレーターとして、横山宏、杉浦善夫、藤岡建機、木下ともたけを採用。グラフィックエンジンは Touchdown Entertainment社の Lithtech Jupiterエンジン、通信部分のミドルウェアとしてコミュニティーエンジン社のVCEを採用している。

## ゲームの概要
プレイヤーは汎用作業機械であるジャンクメタルのパイロットとして架空の惑星アルター8を生き抜く。時代の設定は惑星間移民が行われている未来世界。地球から移民してきた人類がアルター8を開拓し発展させていく過程を、一人のジャンクメタルパイロットとして仮想体験することとなる。
操作形態はメックウォーリアなどに代表される、いわゆるロボット物FPSタイプ。プレイヤーが人間を操作するFPSと違って旋回がキーボードに割り当てられている。そのためマウスは上半身の旋回及び照準に特化している。また、従来のレベル（もしくはそれに準ずるスキル）によるプレイ制限の厳しいMMORPG業界へ対して一石を投じる設計になっており、レベルの概念はあるもののそれが戦闘能力に直接繋がるわけではないのが特徴。そのため遊ぶ時間があまり取れない人でも楽しめるようになっている。
PvP(対人戦)を前面に押し出したゲームシステムとなっており、プレイヤーは二大勢力のどちらかに傭兵として所属、もしくはどちらにも所属しないフリーランスとして活動することになる。プレイヤーが搭乗するロボットであるジャンクメタルは各部パーツを組み合わせることで稼動し、そのためのパーツとして450種類の本体構成パーツと300種類の武器、3種類のOSと各OSに対応した250以上のソフトウェアが用意されている。ロボットのデザインにはクセがあり、現代の工業機械や作業用機械を発展させたような無骨なものとなっている。

## ストーリー

### 本作のストーリーおよび設定開示に至る経緯
本作の背景設定に関しては、多くの核心的な要素がサービス終了まで伏せられていた。しかしサービス終了後、公式サイトの更新により、POF社のソフトウェア開発部のチーフ、Tanny Rhatzによる内部告発・遺言が記録されたメッセージカプセル（公式サイトトップページにあるカプセルの画像があり、埋め込まれたリンク先が当該文書となっていた）という形でそれらの設定が公開され、背景にあったストーリーもまた明らかとなった。
なお、ゲーム本編の物語は#プロメキア大戦以後のスタートとなっている。その後、いくつか伏線となる公式イベントを経て、サービス終了の告知とともに最後のイベントとなる「人類 vs グール」および「POF VS 無限大公社 最終決戦」が告知・開催された。このイベントのストーリーも前述のカプセルによって補完されており、事実上のエンディングとなっていたことがわかる。このようにサービス終了とともにストーリーを完結させた点も、本作の特異な点の一つである。
以下の記述は、当初より明らかにされていた設定に、Tanny Rhatzのメッセージカプセルによる情報を加えたものである。

### 宇宙移民プロジェクトの始動
予測される太陽系内の資源枯渇と、人類の生存圏拡大、これら諸問題を解決するためにアメリカ合衆国主導による『第2次宇宙開発』が行われた。これは宇宙開発を急激に推し進めることによって月や火星、小惑星群に眠る鉱物・燃料等の資源を確保し、更には地球規模の雇用創出による経済活性化、将来的には宇宙移民による太陽系外への生存圏拡大をも視野に入れたプロジェクトである。
しかし力を失いつつあった国家政府によるこの計画は頓挫し、その遺志は巨大な民間企業Planet of Fortune社（以下POF）に引き継がれることとなる。テラフォーミング技術とコールドスリープ技術の開発に成功したPOFは、これらを組み合わせて地球外惑星への移民を実行する。
テラフォーミング可能と判断された惑星に無人惑星開発機材を送り込み、追ってコールドスリープ処理された人類を乗せた移民船を出発させる。そして目標となる惑星が、人類が居住可能な環境となっているであろう頃に移民船が到着するという計画だった。しかしテラフォーミングに失敗していた事例もあったとされ、この計画が半ば見切り発車する形で開始されていた事が示唆されている。
移民希望者は主にPOFの募集に応じた者達で構成されているが、POF社スタッフや必要機材を生産するためのスタッフも存在する。ただこの奇想天外な計画に応じた人間の大半は、社会不適合者など現在の地球に不満を抱えるものが中心となっており、移住惑星の社会発展については少なからず懸念の声が挙がっていたほか、当のPOF社員達にも敬遠されていた。少なくともTanny Rhatzは「社内政治に疎かったためにお鉢が回ってきた」と述懐している。とはいえTannyは最終的には前向きな展望を持ってこの計画に参加し、実際に彼の担当となったアルター8は、荒々しくも活気と希望に満ち溢れた開拓民たちによって大いに発展していくこととなる。

### アルター8
アルター8は、こうした数十にも及ぶ太陽系外移民計画によって選ばれた惑星の一つである。アルター8への移住に際してはディモス、フォボスの2隻の星間宇宙移民船が用いられた。両隻とも太陽系内の火星軌道上で建造され、先ずはディモスが出航し、その2年後にフォボスが出帆した。この2隻の出航時間差は、どちらかが不慮の事故によって失われる事を危惧し、少なくとも1隻は到着する可能性を引き上げるための配慮だったが、最終的に2隻とも無事に到着している。
アルター8は赤道直径は約4万キロ、海洋と大陸の比率は6:4、重力は1Gを少し超える程度であり、空気の組成も人類の生存・活動に適した割合になるようテラフォーミングが完了していた。
暦は人類が降り立った時点から起算したアルター暦となっており、一日は28時間、一ヶ月は36日、一年は12ヶ月である。7つの大陸に分かれ、それぞれがテリトリーαからηと名付けられており、その中でもテリトリーγとηが極にあたる。

### ジャンクメタルとグールの誕生
アルター8に降り立った人類は、まず地表にシェルターを建設し、ここを拠点として惑星調査に乗り出した。この際、船外活動用ポッドを改造した調査・開拓用ロボットとしてジャンクメタルが誕生した。
この惑星調査の最中、調査隊は正体不明のロボット型移動物体と遭遇する。実はこのロボットは自律進化した惑星開発機の端末であり、テラフォーミング用の環境データ収集のために活動していたものだった。しかしこの時点において調査隊がそんな事実を知る由もなく、安全確保のためにこれを攻撃、破壊という判断を取らざるを得なかった。そして惑星開発機に搭載されたAIは、この調査隊の行動によりジャンクメタルを敵性体として認識してしまう。以降、惑星開発機は防衛行動として「ジャンクメタルの排除」という新たな任務を追加し、武装化端末の生成を開始する。人類によってグールの名で呼ばれる事となる脅威は、こうして誕生した。後にPOF首脳陣はこの事実を察するが、これが露見すれば社の受けるダメージは致命的なものになると考えられたため、最高機密として最後まで伏せられ続ける事となる。
ディモス・フォボスはグールの出現により惑星には降下できず、軌道上の周回を余儀なくされ、同艦との行き来には降下・帰還用のポッドが使われる事となった。その後は軌道上からアルター8を観測し、各企業がディモスやフォボスと連携した観測システムを用いてグールの発生や気候の変動などの監視を行う事となる。
アルター8移民計画では、将来的には同星系内の開発にも着手し、そこを足がかりに新たな移民星への進出が行われていく予定であった。テラフォーミングに成功し、人類の宇宙進出への新たな橋頭堡となるはずだったアルター8移民計画は、グールの出現により、その当初の予定から大きく外れていく事となる。

### POF vs 無限
グールは人類に牙を剥く恐るべき存在として認識され、これに対抗する手段が強く求められていた。そこでPOFはジャンクメタルを対グール兵器としてカスタムしていく方針を打ち出す。やがてジャンクメタルは開拓民にとっての必需品となり、民間からの発注が殺到する事態となる。POFはこの特需を前に、アルター暦17年にルブラン条例を発令。これは街の外に出る際のジャンクメタル搭乗を義務づけるものであり、表向きは対グール対策の一環とされていたが、その実態はジャンクメタルが生み出す利益を更に肥大化させるためのものだった。その裏にはアルター8の覇権を掌握せんとする、独裁化計画委員会のような存在もあったとされている。
こうして莫大な利潤を一手に握ったPOFだったが、アルター暦58年、傘下企業の一つであった無限大インダストリー社が独立を宣言、無限大公社（以下無限）とその名を変え、POFのライバル企業として立ちはだかる。無限はルブラン条例の隠された意図を正確に掴んでおり、これを切り札としてPOFからの利益割譲を迫ったのである。POFはこの事態に激昂したものの、企業秘密を握られた事で無限の動きを容認するしかなかった。しかしそれはあくまで表向きだけであり、市場競争で無限を蹴落とすべく自社ジャンクメタルの強化・改良に力を入れるようになっていく。
アルター暦68年、開拓エリアの一つであるベルギュダック山稜にて、両社のジャンクメタルによる小規模な武力衝突が勃発する。このベルギュダック・インシデントによって、両社の確執はいよいよ決定的なものとなり、現場レベルの人間にまで禍根を残す。その後も戦闘行為は散発、次第にエスカレートしていき、ついには数百人規模の戦争状態にまで発展。事態の深刻化による地球本社からの介入を恐れた両社はトップ会談を開き、互いへの武力行使を禁ずる協定を結び、表向きには事態は沈静化する。

### プロメキア大戦
こうした騒動が続く中、グールに対する民間人の不安の声は日々強まる一方だった。しかしジャンクメタルによる利潤を確保し続けるためにはグールの存在は必要不可欠であり、両社は利潤と民意の間で板挟みになっていた。
POFはこの状態に対する打開策として、人類の居住区を地上から地下へと遷移させるというプロジェクトを打ち出す。そのお題目は「民間人の安全の確立」とされていたが、その真意はジャンクメタルが無ければ外に出られないというシステムの確立、地上のブラックボックス化によるPOF・無限間の紛争隠蔽が狙いだった。
この地下遷移計画を推し進めるべく、POFは一つの作戦を立案する。それはグールを意図的に誘き寄せて地上の都市を襲撃させ、地下遷移計画の必要性を強く訴えようという、非人道的な企みだった。かくしてPOFは都市に多数のグールを引きつけて撃破するという名目の「大規模グール掃討作戦」を打ち出し、プロメキアIを舞台にこれを実行に移す。しかしこの際、予想を上回る量のグールが押し寄せた挙げ句、POFの戦力が早々に撤退してしまったため、残ったジャンクメタルの奮戦虚しくプロメキアIは壊滅、廃墟と化してしまう。事前に民間人の多くは避難させてあったために犠牲者こそ少なかったが、このプロメキア大戦によって人々の心には深い恐怖が刻み込まれた。こうしてPOFの思惑通りに地下遷移計画は進行し、また地上におけるPOF・無限の紛争も常態化していく。
またプロメキア大戦以降、グールの行動パターンが変化する。以前は攻撃目標であるジャンクメタルを発見次第、対象を破壊するまで追撃の手を緩めなかったのだが、変化後は自らのテリトリーを侵したジャンクメタルだけを迎撃・排除するに留まり、追撃行動を取らなくなっていた。これはプロメキア大戦においてグール側にも少なくない被害が出た事が影響したと見られており、グールが更なる脅威として進化する可能性を示すものとして、人類を震え上がらせた。

### 最終決戦
ある時、ジャンクメタル乗り達から集めたグールのサンプルデータの解析を続けていたプロメキアIIのPOF社研究員が、ついに「グールは、過去にPOF社がアルター8に送り込んだ惑星開発機の自動生成端末である」という事実を立証した。彼の報告書を受け取ったPOF上層部は、何よりも解析ベースで立証可能であるという事実に戦慄した。即ち、同じように無限がこの事実を突き止める事は十分に可能であり、そしてそれも時間の問題であろうと考えられたからである。
POFは早急に証拠を隠滅すべく、惑星開発機本体も含めた全グール根絶の判断を下す。ジャンクメタルによる利潤の源泉を失う事になろうとも、社の存続とは天秤にかけられない、という判断であった。POFは「地上回帰」をスローガンに一大キャンペーンを打ち出す。このPOFの動きに無限は戸惑ったが、探りを入れる時間もなく、また加熱した民意に逆らう訳にもいかず、これに追従する形で同じくキャンペーンを打ち出した。こうして大規模グール討伐作戦は開始された。
キャンペーン後の展望については、無限に一つの切り札があった。無限はプロメキア大戦の通信記録を保持しており、これによってプロメキア大戦がPOFによって仕組まれたものであるという事実を掴んでいたのである。グール討伐作戦が開始されて数日後、無限は「プロメキア大戦の黒い霧」というプロパガンダと共にこの通信記録を公開、POFを糾弾した。POFにはこの奇襲に対抗する余力はなく、捏造であるという反論も虚しく、民衆の反POF感情は激化の一途を辿る事となる。
討伐作戦は成功裏に終わるが、次の戦いがすぐに控えていた。討伐作戦で意図的に余力を残していた無限は、POFに対し一週間以内の惑星退去勧告を通知したのである。無限が武力衝突による決着を意図していることを察したPOFは、勧告に応えないままに期限を過ごし無限の軍事拠点を強襲、先制攻撃を与える。POFと無限の最後の戦いは、こうして始まった。

### 終焉
激化する戦いの裏で、一つの事態が進行していた。両社の観測部が時を同じくして地表の異変を察知、これがアルター8崩壊の兆しであるという結論に達したのである。グール＝惑星開発機の端末根絶により、環境データが収集出来ず、惑星環境の維持が出来なくなったのであろうというのが研究者達の見解だった。この事態を前に両社の間で急遽トップ会談が行われ、解決策の模索が試みられた。しかし所在も知れず、また自律進化によって理解の及ばぬ代物と化した惑星開発機本体のリペアは不可能であり、また新たな惑星開発機を設置しても、テラフォーミングが崩壊速度に追い付かない。アルター8崩壊を防ぐ術はもはや存在しなかった。
両社のトップは、この事実は民間に伏せたまま、正式スタッフ（地球採用スタッフ）とその家族のみでアルター8を脱出する事を決定した。既にアルター8の人口は、2隻の軌道船に収めきれる規模ではなくなっていたためである。極秘裏に進められた脱出計画において、最初の脱出者となったのは両社の社主とその家族であった。
アルター8に残された両社の兵士達は、最後の瞬間までその事実を知らぬまま、血みどろの戦いを繰り広げていたという。

## アルター8の社会

### ジャンクメタル
惑星の開拓やグールからの護身、物資の運搬など多目的に使用されている汎用作業機械。ルーツは、アルター8軌道上に到達した軌道母艦ディモスから資源調査のために降り立ったPOFの惑星捜索隊・調査隊が、安全確保のために船外活動用ポッドを改造して作ったロボットである。
元来は惑星の調査・開拓を目的としたパーソナルな汎用作業機械であるが、アルター8ではグールに対抗するために兵器としての側面が強調され、現在では一部を除いて完全に戦闘兵器として製造されている。戦闘兵器として製造されてはいるもののその汎用性は高く、建設途中の街やトンネル、または資材置場や工事現場などでも作業用としてジャンクメタルは活躍している。ジャンクパイロットに憧れる若者では「ジャンクメタルに触れる」という理由だけでこうした職場を選ぶ者もいるほど。
各部パーツを組み合わせて稼動させるタイプのロボットであり、自由度、拡張性が非常に高い。これら自由度の高い換装システムは、ゲーム的には『特定のジョブ（職業）に縛られず、"その時に自分のやりたいタイプの役割"でプレイできる』ことを意味している。換装によるデメリット（レベルの低下や換装料の徴収）も全くないため、ゲームプレイの自由度を上げるのみならず、「自由奔放に活動するジャンク乗り」という本作の世界観を構築する上で大きな役割を担っている。
ジャンクメタルをハードウェア面で構成するパーツは以下の通り。
レッグパーツ
脚部。必須パーツの一つ。ジャンクメタルの機動力とパーツ積載量を決定付けるパーツであり、基本となる二足タイプから、キャタピラで移動するタンクタイプなど、幾つかのバリエーションがある。二足タイプ・逆足タイプのレッグには、一対二カ所のオプションパーツ用ハードポイントが存在する。
コアパーツ
胴部。必須パーツの一つ。コクピットや制御コンピュータが存在する文字通りの心臓部で、ここを破壊されるとジャンクメタルは活動不能になる。種類によってヘッドパーツやカーゴパーツのハードポイントの有無があり、HDD容量も異なる。
エンジンパーツ
動力部。必須パーツの一つ。燃料タンクの容量、出力の多寡を左右する。ジャンクメタルのCPUがレベルアップする事で、より高性能なエンジンが搭載可能になり、より高出力の装備などを搭載する事が可能になる。
カーゴパーツ
背部ユニット。これがないとインベントリが利用できず、補給用アイテムの保持、ドロップアイテムの回収などが出来ない。種類によってインベントリ容量が異なるほか、バーニアを搭載しているものを装備すればダッシュ移動が可能になる。
ヘッドパーツ
頭部ユニット。アンテナの役目を果たすもので、レーダーやロックオンなどのシステムが使用可能になる。ただしこれらを利用するためには別途にソフトウェアをインストールする必要がある。種類によってレーダーの有効範囲、ロックオンにかかる時間が異なる。
アームパーツ
腕部。左右にわかれており、それぞれに別々のアームパーツを装着することが可能。武装と一体型のものと、マニピュレータータイプのものがある。武装一体型のアームは一律で手のハードポイントが存在せず、種類によって肩・腕のハードポイントの有無が異なる。マニピュレータータイプは一律で肩・腕・手の三カ所にハードポイントが存在する。
オプションパーツ
増加装甲や火器などの各種装備。種類は多岐に渡る。
なお必須パーツ以外は装備せずとも活動可能だが、その場合は移動以外には殆ど出来る事がなくなるため、一般的にはアームとカーゴ、何らかの武器を装備する事が多い。
ジャンクメタルのソフトウェア面は以下の三種のオペレーティングシステム（以下OS）からなり、どれか一つを選択して搭載する。OS毎にGUI（各種メーターやウインドウのスキン）が異なり、視覚的にもそれぞれの特徴が強く打ち出されている。
STANDED
標準的なOSで、初期装備。スキンのメインカラーは青で、棒状のメーターをメインとしたオーソドックスなデザイン。汎用性は高いが、その分機能は限定される。
VISU
情報能力に特化したOSで、レーダー機能に優れる。スキンのメインカラーは黄色で、円状メーターや円形レーダーなど、全体的に丸みを帯びたデザイン。標準機能として最寄りの都市への直線距離、被弾時の詳細なダメージが表示される。また敵の所属企業偽装を看破する事が出来る。
NEURON
火器管制に特化したOSで、攻撃能力が高い。スキンのメインカラーは緑で、メーター類は殆どが数字のみで表示される。標準機能として照準した敵までの直線距離、攻撃の命中成否が表示される。
インストール可能なソフトウェアはOS毎に決まっており、異なるOSで同一のソフトウェアをインストール・使用する事はできない。ソフトウェアにはレーダー機能や武器性能向上などの戦闘補助の他、ロックオンやズームなど操作性を向上させるもの、所属企業偽装などのユニークな機能を使用可能にするものなど、様々な種類が存在する。

### グール
「Growth Hunter of Unidentified Legion」(GHOUL)の略で、人類がアルター8に移住したときにはすでに住み着いていた謎の自律活動型ロボット。
さまざまなタイプが存在し、それぞれがなんらかの生物を模した形態をしている。アルター8先史文明時代に成立したオーバーテクノロジーによる遺産だとも、テラフォーミング以前よりこの惑星に住み着いている機械生命体とも言われている。行動原理も謎に包まれているが、ジャンクメタルを敵視していることだけは判っている。その実態は先述の通り惑星開発機の母機が生成した武装化端末であり、POFの最高機密として一般には知られていない。
惑星の地下深くにあるプラントにて製造もしくは改造されていると考えられており、破壊したジャンクメタルのパーツを持ち帰って自らを改造・進化して現れることもある。時には異形や不良品が生まれることもあり、また反対に出来のいいグールが生まれることもある。
ゲーム的には他ゲーム作品におけるMob（Moving Object：モンスターなど）である。グールとの戦闘を繰り返すことによってジャンクメタルに搭載されたコンピューターが徐々に最適化されていき（＝経験値獲得によるレベルアップ）、これに伴い使用可能なパーツやソフトウェアが解禁されていく、という形でゲームに反映される。

### ジャンク乗り
ジャンクメタルに乗って何らかの仕事をこなすパイロットのこと。
一般にはゴロツキ、チンピラ、無法者と同じように見られており、また実際にそのような者も少なくないため、見下されていることが多い。しかしグールに襲撃された人々を救うのもまたジャンク乗りであるため、一部の人からは一目置かれる存在である。また今では民間人となっている人々の中にも元ジャンク乗りは少なからずおり、ジャンク乗りを辞めた理由等を聞くことができる。ジャンク乗りに憧れてジャンクメタルを買うための資金を稼ぐ、希望にあふれた若者も増えている。
ジャンク乗りは自分の身を危険に晒す代わりに多額の金を稼ぐことができるため、金が必要な人（身内の入院費用が必要な者や多額の借金を抱えた者など）がなることもある。この場合、特に金が稼げるノーザンフォートに行くことが多いようである。

### 生活様式
アルター8に移民した人口は当初120万人。グールの存在という厄介事はあったものの、現在では開拓が進んでいることもあり順調に人口を増やしている。
通貨単位はsolという独自のものが使われている。
食料や日用品など、生活するうえで必要とされているものは全てプラントで生産されている。各プラントが惑星開拓のため、またより良い生活を追求して切磋琢磨しているため、肉の品質の向上、野菜の劇的な値下げ、はてはジャンクメタルの著しい性能向上など、アルター8の生活水準の向上はめざましい。
また機械を駆動するための動力はほとんどが水素エンジンである。アルター8では化石燃料が出ないため、水から生成した水素を使ったエンジンを主に使っている。ウェスタンオアシスやノーザンフォートなど、電力の供給が安定して行える街では電気も使用されていると推定される。多様なエネルギー源の確保はアルター8における目下の悩みの一つであり、微生物を使って化石燃料を作るなどの研究も行われている。

### 企業
アルター8に国家は存在しない。その代わりに超企業体ともいえるPlanet of Fortune社、無限大公社の2社によって統制されている。

#### Planet of Fortune(POF)
惑星の開発およびそれらに付随する業務を取り仕切る一大コングロマリット。現在のところ比肩するもののない巨大な企業である。
元々は農業用プラントの製造を主業務としていたが、後に開拓惑星でのプラントの設置や運用を行うようになった。そして惑星の開発が認可制となったのを契機に、現在のような開拓事業に参入した。
惑星開発、プラント建設、ジャンク開発を主幹業務としながら、他分野への進出も積極的に行っている。
惑星開発に関する全ての面を独自にカバーできる企業は今のところPOFだけであり、そのため惑星開発部門が企業の中枢となり他部門の活動方針などを決定している。中央集権的なシステムを徹底しているため一部のエリートが企業を掌握しており、その保守的で小回りのきかない企業風土を批判されることも少なくない。
「汎用作業機械」技術を応用した歩行機械の開発に成功し、これらと宇宙空間での活動用ポッドを組み合わせてジャンクメタルを開発する。
POF社製のジャンクメタルパーツは汎用性を非常に重視しているのが特徴。その設計思想からひとつの作業に特化させるのは不向きというデメリットもあるが、バランスの良いPOF社製パーツは広く支持を集めている。対グール政策を積極的に推し進めており、無限大公社と共に惑星を統制する立場から、街の外へ出るときにはジャンクメタルに搭乗することを義務付けるなどの政策を行っている。西欧的で洗練されたイメージ、そして白と水色を基調とした爽やかな配色のシンボルマークにより、清廉なイメージを前面に打ち出している。

##### POFグループの企業
- アキレス

- ハッブルズ・センシング

- ツィネル

- ランダー

- サードアイ・レーダー

- ゼネラル・アビオニクス

#### 無限大公社
元々はPOF社傘下企業であり、無限大インダストリーという社名であった。惑星開発が莫大な利益を生むことを見てとった無限大インダストリー社社主ドゥ・ウェイアンが独立を宣言、惑星開発に参入したのが無限大公社の始まりである。惑星開発業務を進めるにあたって新都市設計&開発会社、警備保障会社、情報通信社、その他の企業が合併し、無限大公社として新たに始動されることになった。
成り立ちからしてさまざまな企業の連合体であるため統率に欠ける部分はあるものの、合併前の関連企業や人脈から各方面へのルートがあるため、新情報、新技術に明るい。また新しい分野や商法などを積極的に取り入れる貪欲さを持ち、巨大ながらもベンチャー精神あふれる企業である。金儲け第一主義的なイメージが強いが、旧来のものはPOFに握られているために金を原動力としてでも各部門を奮起させているという面がある。
ジャンクメタルの開発では新素材、新技術を投入したパーツ開発に長けており、他社のメインフレームに自社のパーツを組み合わせて高性能化させるのを主流としている。アジア的な無骨さ、茶色や赤、黄土色や抹茶色などを配色した怪しげなシンボルマークなど、POFとは対極のイメージを持つ。

##### 無限大公社協賛の企業
- ヲノデラ農機

- 呉重機械工業

- 歳徳・インダストリアル

- 竹峰技研

### 居住空間
元々は地上に都市を建造していたが、地上都市プロメキアIがグールの襲撃にあって壊滅したため（プロメキア大戦）、現在では人類の居住地区はほとんどが地下都市へと遷移している。そして地上へ出るためにはグールに対する防衛策としてジャンクメタルに搭乗することを義務付けられているため、民間人は地上に出る機会がほとんどないのが実情である。結果として人々の生活は地下都市中心、場合によってはそこで全てが完結してしまうというライフスタイルになっている。
グールからの防衛という意味合いの強かった地下都市遷移であったが、テラフォーミングでも改善が難しい冬の気候をしのぐという副次的なメリットもあった。

### 地下都市の構造
階層構造になっており、第一階層と第二階層に分かれている。
第一階層は都市部と外部をつなぐ玄関部分であり、ジャンクメタルなどを置くガレージもここにある。空気が悪いため作業員以外の民間人が出入りすることはほとんどない。
第二階層は都市部となっており、広大な空間に街がまるまる一つ入っている。人々はここで生活を営み、商業活動や生産活動などもほとんどがここで行われている。条令によってジャンクメタルに搭乗しなければ街の外へは出られないため、この区画で一生を終える人も少なくない。

### 都市
主なものはプロメキアIII・プロメキアII・シンヤマト・ウェスタンオアシス・ノースフロンティア・サウザンポート・ノーザンフォート、の7つ。他にも小規模な都市がいくつかあり、古い時代に建造されたものにはまだ地上に残っている都市もあるようである。
新たに都市を建設しても建設途中にグールに襲われて壊滅することが多く、完成まで至るのはごく一部の都市だけである。

#### プロメキアIII
アルター8に人類が最初に降り立った場所で、現在では首都となっている街。建設はPOF社主導で行われた。ナンバリングはIIIとなっているがアルター8で最も古い都市である。
現在では惑星の開拓はすべてここを中心にして行われており、またPOF社、無限大公社の本社があることから、政治、文化、工業、商業や企業活動の中心でもある。首都ということもあり、さまざまな人種が集まり、活気にあふれている。POF社の影響力が非常に強い街であり、無限大公社は本社があるにも関わらずこの都市では影の薄い存在となっている。中央の凱旋門を模したタワーがシンボル。
開拓が進んでいるため周辺のグールは小型で脅威の少ないものが多いが、プロメキアIIとの交通ルートとなっているエボス山脈は奥地がいまだ開拓しきれておらず、ここには中型・大型のグールも出現する。
接続エリア
- シノク草原
- ロンバガーノン亜針葉樹林
- ヴァストネス平原
- エボス山脈

#### プロメキアII
惑星開拓に関わる技術やジャンクメタルの研究開発など、各種の技術開発や研究が盛んに行われている学術研究都市。建設の主導はPOF社。POF社と無限大公社の大規模研究施設があり、両社は競うように先端技術を追求している。新技術を使ったものが発売されるときは、まずはプロメキアIIから売られはじめることが多い。
学術研究というジャンク乗りとは無縁の分野が発達している都市ではあるが、研究者は研究のサンプルの調達などにジャンク乗りを利用することが多いため、ここでもジャンクメタルパイロットの需要は少なくない。一見すると惑星開発に必要な技術を開発し人類の発展に寄与しているように見える都市ではあるが、グールの研究などの不気味な実験もなされていると言われ、黒い噂が絶えない街でもある。名物は中央広場にそそり立つ巨大なシャフト。
この街は娯楽が極端に少なく、気を紛らわせるためか住人は恋愛の話をすることが多い。プロメキアIIIとは距離的に近いが間には峻険なエボス山脈が聳え立っているため、交通の便はあまりよくない。
接続エリア
- エボス山脈
- ゼキショウ草原
- デルデ砂漠
- エティアナ草原

#### シンヤマト
無限大公社主導で建設された都市。しかし無限大公社による開発スケジュールは遅れに遅れ、結果的に民間の人々が廃材などを使って勝手に街の形態を作り上げてしまったいわくつきの都市である。
狭く薄暗い路地も多数あり、また街成立の背景から、怪しげな歓楽街、危険なスラム街ができあがった。そのため治安は非常に悪いが、裏社会独特の妙な活気にあふれており、ここを根城にするジャンク乗りや商人は少なくない。正規流通品ではない変わった物品が売買されていることがあり、ここでしか手に入らないものも多数存在する。
アルター8の暗黒街といった感じの場所であるためグールの襲撃で孤児になった人間などが集まる傾向にある。商人にとってはこの街で成功することは一種の勲章であり、交易の街であるサウザンポートにおいてもシンヤマト出身者は一目置かれているようである。
接続エリア
- シノク草原
- ロンバガーノン亜針葉樹林
- ヴァストネス平原
- リトリ砂漠

#### ウェスタンオアシス
砂漠の中にあるオアシスのような存在の街。無限大公社主導で建設された。周囲の厳しい自然、またグールの頻繁な来襲という危険な環境ではあるものの、それらの危険地帯を潜り抜けてきた人々に安らぎを与える場として人気の高い都市である。
商業が非常に盛んで特にメインストリートには数多くのショップが並んでおり、特定のパーツや武器に特化した豊富な品揃えが特徴。無限大公社の影響力が非常に強い街であり、この街の社屋は単なる支社であるにも関わらず、事実上の本拠地となっている。
水源の確保や電力の供給を目的とする巨大なダムが建設されておりエネルギー問題に余裕を持った街設計となっているが、無限大公社が主導して建設された街でありながらダムの建設はPOF社が行っており、両社の技術力や規模の差がうかがえる。
接続エリア
- リトリ砂漠
- デルデ砂漠
- ノークティア山脈
- ゼキショウ草原

#### ノースフロンティア
北方開拓に乗り出した人類の足がかりとなっている都市であり、更なる開拓を進める人類にとっての希望の街。未だ建設途中であり、街の中では巨大なシールドマシンが都市の規模を広げるべく地下を掘りつづけている。
周辺は大型のグールが出没し決して安全とはいえないものの、ノーザンフォートほど危険ではなく開拓が順調に進んでいることをうかがわせる。周囲の豊かな自然に魅せられた者も多く、また愛着を持って開拓を進める人が多いのも特徴で、住人は総じて希望にあふれている。
接続エリア
- アレス湖
- ベルストック・サウスフォレスト
- ベルストック・ノースウッド

#### サウザンポート
交易の街。アルター8で最南に位置する都市であり地図上の位置では辺境であるが、陸路・水路を駆使した中方地域との交通、北方地域との直通トンネルを開通させることによってアルター8中との行き来を容易にし、商業の街として栄えている。
正規品であればどんなものでも手に入ると言われるほど活発な街ではあるが、アルター8中から人が来るために物騒な街でもある。そのためそこかしこに警備員が立っている。この街においては商工会が大きな影響力をもっており、彼らによって数多くのジャンク乗りが雇われ、来襲するグールから街を守っている。
周辺の地形は海岸や荒野、はては山岳地帯までさまざまなものがあるため、あらゆるパターンのグールが存在している。そしてそれら全てがサウザンポートを狙っているため、ジャンク乗りによる排除というアナクロな方法ではあるが街の防衛には非常に力をいれている。
接続エリア
- コーフバー高原
- ゲイブレル山
- サテュロ密林
- ロンガーノン海岸

#### ノーザンフォート
アルター8最北の街。テリトリーβに存在する唯一の都市であり、テリトリーβ開拓の橋頭堡。アルター8開拓、また対グールの最前線基地として建造された要塞都市である。
周囲には強力なグールが多数出没するため、厳重な対グール警戒システムが張り巡らされている。その策敵能力は、日中なら早期警戒用光学センサー網によって数十キロ先のグールの移動をも感知できるほど。厳しい自然環境やグールの襲撃から人類の最前線基地であるこの都市を守るために市民には多くの行動制限を課しているが、あまりにも辺境で企業の監視が行き届かないために市民はそれらの規則を守らないことも多い。
人類のアルター8開拓の最北地点であり、周囲には豊富な埋蔵資源があることから、資源採掘基地としての役割も持つ。そのため食品や生活用品などの物品は企業がかなりの額を負担しており、物価が安いため金があまりなくても生活することができる。街が巨大な要塞であるためにそれらを稼動するための巨大な発電所が建造され、ノーザンフォートの名物となっている。
周辺は凶悪なグールが多く、グールに対抗するための防衛策として、また周辺地域の研究を進める研究者や資源発掘隊の護衛として、膨大な数のジャンク乗りが必要なため、常に高額の報酬で募集をかけている。周囲は雪原で覆われているために、ここで活動するジャンク乗りはジャンクメタルを白く塗装（雪原迷彩）することが多い。
接続エリア
- ノーザンフォート東部雪原
- ノーザンフォート西部雪原

#### プロメキアI
かつて地上に建設され、繁栄した巨大都市。アルター暦80年に実行された大規模グール掃討作戦で人類が大敗し、その時にグールに襲撃されて壊滅した。現在ではプロメキアI跡地は砂塵に帰し、ドライエッグ砂漠と呼ばれている。
グールによって大都市が丸々1個破壊されたこの戦をプロメキア大戦といい、この事件後に人類の居住地区は地下都市へと急激に遷移していくこととなる。プロメキア大戦はアルター8開拓における最大の事件であったにも関わらず未だに謎の部分が多い。そのため調査をしている研究者は多いが、跡地にはシアトリコールと呼ばれる人型グールが大量に徘徊しているために近づくことができない状況にあった。
遅々として進まないプロメキア大戦の調査であったが、民間調査団オーナーのエドワード・ブルワーによって大規模なシアトリコール掃討作戦が実行され、現在では周囲の脅威を取り除くことに成功している。

### エリア
アルター8には、都市とは別にエリアと呼ばれるフィールドが存在している。都市と都市の間はこのエリアで繋がっており、ジャンクメタルに搭乗して移動することになる。
各エリアは草原や海岸などの地名がついており、区別される。このエリアにはグールが生息しており、グールはプレイヤーのジャンクメタルを攻撃してくる。都市内では発砲を禁じられているジャンクメタルだが、エリアでは自由に発砲することが可能であり、グールを倒すことによって収入を得たりPvPおよびPKといった対人戦が展開できる。
- 西シーリア氷原

- 東シーリア氷原

- ノーザンフォート西部雪原

- ノーザンフォート東部雪原

- ベルストック・ノースウッド

- ベルストック・サウスフォレスト

- アレス湖

- マティス緑原

- スーラ荒原

- クリューゲル岩石原

- リトリ砂漠

- シノク草原

- ノークティア山脈

- ゼキショウ草原

- ベルギュダック山嶺

- ヴァストネス平原

- ロンバガーノン亜針葉樹林

- ネゲイルフ高原

- デルデ砂漠

- ドライエッグ砂漠

- エボス山脈

- リーフォル湾岸

- エティアナ草原

- アルティング草原

- ハンマーロック

- コーフバー高原

- ロンガーノン海岸

- ゲイブレル山

- サテュロ密林

- サウナス高原

- ベルストックトンネル

- ロンガーノントンネル

#### アレス湖
アレス湖を取り囲む険しい山岳地帯が印象的なエリアである。アレス湖中央の湖島を中継して南北がいくつかの橋で接続されている。北のノースフロンティアからスーラ高原、シノク草原へ移動することが可能であることから交通上の要衝となっている。また、ノースフロンティア、プロメキアⅢ、シンヤマトの3都市の支配率に影響するため、戦略上の要衝でもある。そのため、POFと無限大公社がたびたび大規模な武力衝突を繰り返してきた。
開発途上であり、グールは比較的大型。アレス湖にはトビウオが棲息している。
新型ホバーパーツの運用テストが行われていることがあり、それを察知した対立企業による妨害や破壊工作などが行われている。

#### ゼキショウ草原
プロメキアⅡとウェスタンオアシスを結ぶ広大な平野がエリアとなっている。大型グールの巣などが発見されることもあるようだが、駆除ミッションの配信などによる努力の結果か、普段は小型から中型のグールが見受けられる程度である。比較的開発の進んでいるエリアである。
ヴァストネス平原と非常に良く似ているが、やや起伏に富んだ地形をしている。大規模な戦線が生成しやすい平坦な中央部を丘陵地帯が囲むような地形をしている。このような地形的要因に加え、プロメキアⅡからウェスタンオアシスへ至る交通の要衝であることから、アルター8における最激戦区であるといえる。
アルター8崩壊時には大多数のジャンク乗りがゼキショウ草原へ出撃していた。

#### ベルギュダック山嶺
ヴァストネス平原とゼキショウ草原を分断する広大な山岳地帯がエリアとなっている。開拓初期からの交通の要衝であり、無限大公社とPOFの調査チームが初めて武力衝突（ベルギュダック・インシデント）を起こした場所として知られる。起伏に富んだ複雑な地形は立体的な迷路を思わせる。
両企業とも当エリアの開発に力を注いでおり、グールおよび敵対企業所属機の掃討ミッションが常時配信されている。また、プロメキアⅡで孤立した部隊がプロメキアⅢへ撤退する際にしばしば当エリアからヴァストネス平原へ抜けることがある。

#### ヴァストネス平原
プロメキアⅢとシンヤマトをつなぐ広大な平原がエリアとなっている。ところどころに岩山があり、戦術上の攻略ポイントとなる。また東はロンバガーノン亜針葉樹林、西はベルギュタック山嶺に接続している。
惑星首都プロメキアⅢに隣接することから、開発が進んでいる。そのためグールは比較的小型のものが中心である。
広大かつ平坦を特徴とする地形から、バランスの取れた戦線を形成しやすい上、各都市からの接続も良いため、小競り合いから大規模戦へと発展するケースが見られる。

#### シノク草原
丘陵地帯が南北を縦断し、東部は砂浜海岸、西部は小さな草原地帯となっている。丘によって細かいエリアに分断されており、グール狩りと企業戦がごっちゃになることもある。シンヤマトとプロメキアⅢを結ぶルートは高い崖に挟まれた緩やかな丘陵部を抜ける道しかない。
また、北部へアクセス可能なルートとしては、最もグールが小型であり、安全面から重宝される。アレス湖の南東部へとつながっているが、そこからノースフロンティアまでのルートも比較的安全である。